# Krishna (Distrikt)
Der Distrikt Krishna (Telugu కృష్ణా జిల్లా), veraltet anglisiert Kistna, ist ein Distrikt des indischen Bundesstaates Andhra Pradesh. Verwaltungssitz ist die Stadt Machilipatnam.

## Geographie und Klima

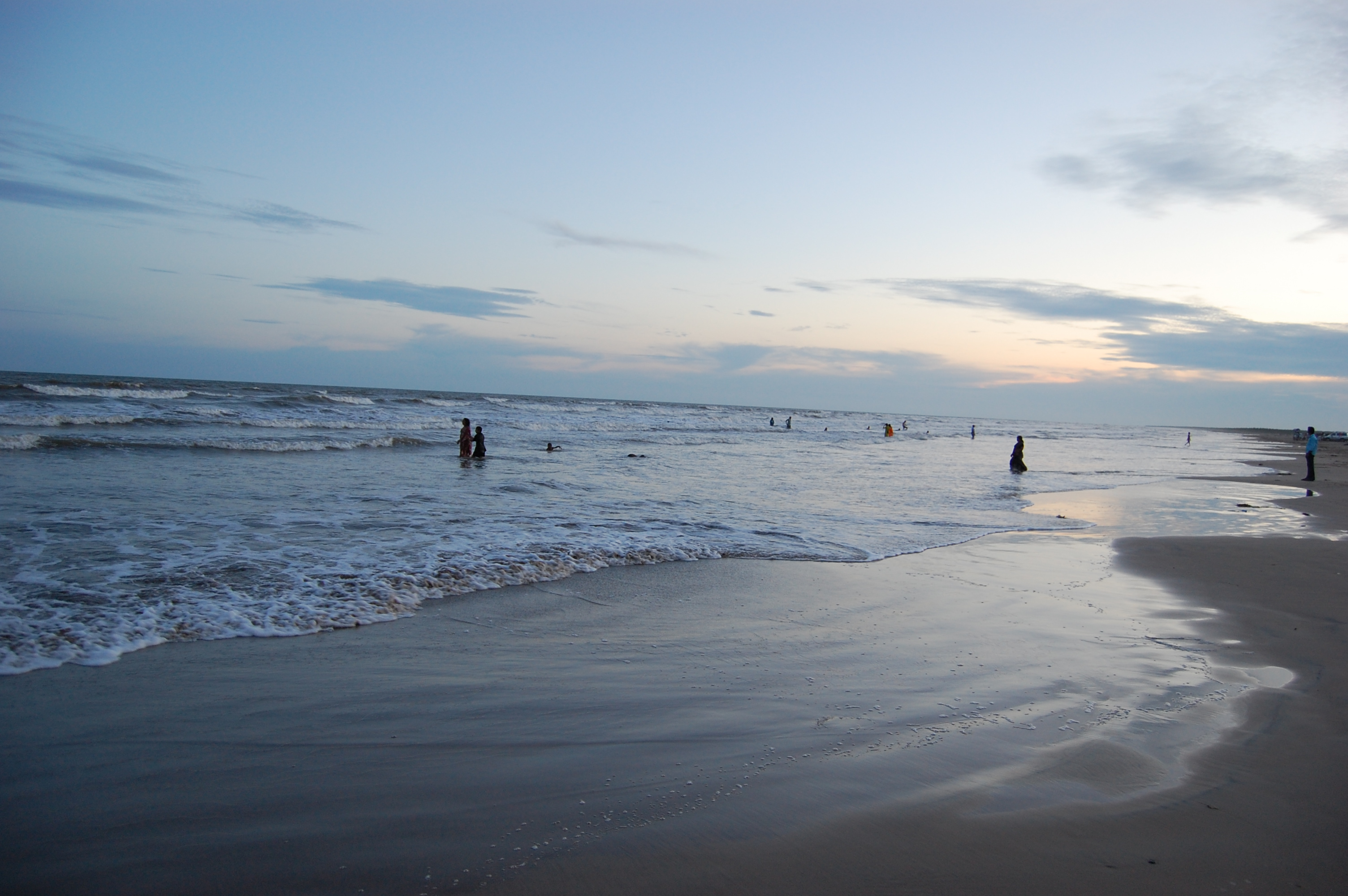
Strand von Machilipatnam in der Dämmerung

Der Distrikt liegt an der Andhra-Küste. Er hat seinen Namen vom Fluss (und der hinduistischen Gottheit) gleichen Namens erhalten. Der Fluss Krishna markiert die Westgrenze des Distrikts und die östliche Distriktgrenze wird in einem kurzen Abschnitt vom kleinen Fluss Upputeru gebildet. Der Distrikt hat eine Küstenlinie von etwa 88 Kilometern zum Golf von Bengalen. Die angrenzenden Distrikte sind Bapatla und Guntur im Westen, NTR im Norden, Eluru im Nordosten und West Godavari im Westen.
Das Klima ist tropisch und vom Monsun geprägt. Die heißesten Monate sind April bis Mai. Ab Mitte Juni setzt der Südostmonsun mit reichlichen Regenfällen ein. Er dauert etwa bis Mitte Oktober. Der mittlere Jahresniederschlag liegt bei 1048 mm, wovon etwa zwei Drittel während der Zeit des Südwestmonsuns niedergehen. Zwischen den Jahren kann der Niederschlag erheblich variieren.

## Geschichte
Die heutige Distrikthauptstadt Machilipatnam (historisch Masulipatnam oder Bandar) war schon früh ein Zentrum europäischer Kolonialaktivitäten. 1611 gründeten die Engländer hier eine Niederlassung, verlegten aber 1641 ihren Hauptsitz nach Madras. 1614 folgten Niederländer und 1661 die Franzosen. Nach den für die Briten siegreich verlaufenen Karnatischen Kriegen Mitte des 18. Jahrhunderts konnte sich die Britische Ostindien-Kompanie dauerhaft an der Andhra-Küste (der Karnatik und den Nördlichen Circaren) festsetzen. Die Kontrolle war zunächst nur oberflächlich. 1794 wurden erste Distriktvorsteher (district collectors) für Masulipatnam und Guntur ernannt, was als Gründungsdatum für die gleichnamigen Distrikte gelten kann. Am 31. Juli 1801 kam die Region Palnadu, die der Nawab von Arcot an die Kompanie abgetreten hatte, hinzu. Im Dezember 1859 wurden die beiden Distrikte weitgehend miteinander vereinigt und der neu entstandene, vergrößerte Distrikt erhielt den Namen Krishna bzw. anglisiert Kistna. Der neue Distrikt umfasste eine Fläche von 8498 Quadratmeilen (22.010 km²). Im Jahr 1904 wurde aus Teilen des Distrikts Krishna der Distrikt Guntur (erneut) gebildet. 1925 wurde ein weiterer neuer Distrikt – West Godavari – aus Teilen Krishnas gebildet. Bis auf kleinere Anpassungen blieben danach die Distriktgrenzen bis zum Ende Britisch-Indiens bzw. der Unabhängigkeit Indiens 1947 konstant. In der Dekade 1950 bis 1960 gab es Gebietsbereinigungen mit den Nachbardistrikten (Eliminierung von Enklaven etc.), wobei der Distrikt in der Summe 108,6 Quadratmeilen
(307,1 km²) Fläche verlor. Bei der Volkszählung 1961 wurde eine Fläche von 3366,5 mi² (8719,2 km²) ermittelt.

Distrikt Krishna vor der Reorganisation 2022

Die Distriktgrenzen blieben danach längere Zeit bis zum Jahr 2022 weitgehend konstant, als eine Distriktreorganisation in Andhra Pradesh umgesetzt wurde. Die Zahl der Distrikte verdoppelte sich von 13 auf 26. Der Distrikt Krishna verkleinerte sich flächenmäßig von 8727 km² auf 3775 km² und in Bezug auf die Einwohnerzahl von 4.517.398 auf 1.735.079 Einwohner (Einwohnerzahlen bezogen auf die Volkszählung 2011). Aus den 20 nördlichen Mandals wurde der neue Distrikt NTR gebildet. Acht östliche Mandals gingen an den ebenfalls neu entstandenen Distrikt Eluru.

## Bevölkerung
Bei der Volkszählung 2011 hatte der Distrikt in seinen Grenzen ab 2022 1.735.079 Einwohner (869.215 männlich, 865.864 weiblich). 482.513 Personen lebten in städtischen und 1.252.566 in ländlichen Siedlungen. 1.183.966 Einwohner über 6 Jahre konnten lesen und schreiben (621.172 männlich, 562.794 weiblich) was Alphabetisierungsraten von 73,75 %, 77,61 % bzw. 69,88 % entsprach. Die Raten lagen etwas über den Durchschnittswerten von Andhra Pradesh (67,02 %, 74,88 %, 59,15 %). In Bezug auf die Religionszugehörigkeiten waren die Verhältnisse wie folgt: 1.556.767 Hindus (89,7 %), 112.600 Muslime (6,5 %), 55.197 Christen (3,2 %), 320 Sikhs, 354 Buddhisten, 475 Jainas, 210 andere, 9156 keine oder ohne Angabe. 346.989 Personen gehörten den registrierten unterprivilegierten Kasten (scheduld castes) an, und 37.716 Personen gehörten zur registrierten indigenen Stammesbevölkerung (scheduled tribes).

## Verwaltung

### Mandals
2024 war der Distrikt in drei Divisionen und 25 Mandals unterteilt.
- Division Bandar mit den elf Mandals Avanigadda, Bantumilli, Challapalli, Ghantasala, Guduru, Koduru, Kruthivennu, Machilipatnam, Mopidevi, Nagayalanka, Pedana;
- Division Gudivada mit den sieben Mandals Bapulapadu, Gannavaram, Gudivada, Gudlavalleru, Nandivada, Pedaparupudi, Unguturu;
- Division Vuyyuru mit den acht Mandals Kankipadu, Movva, Pamarru, Pamidimukkala, Penamaluru, Thotlavalluru, Vuyyuru.

### Städtische Siedlungen
Bei der Volkszählung 2011 bestanden folgende städtische Siedlungen (mit Einwohnerzahl 2011):
- Gudivada (Municipality, 118.167)
- Kankipadu (Census town, 14.616)
- Kanuru (CT, 49.006)
- Poranki (CT, 25.545)
- Tadigadapa (CT, 17.462)
- Yenamalakudu (CT, 34.177)

## Wirtschaft
Der dominierende Wirtschaftszweig ist nach wie vor die Landwirtschaft. Im Jahr 2019–20 wurden vor allem Reis, Urdbohnen (black gram), Amla (Usiri, Indische Stachelbeere), Indische Jujube (Regu), Mais, Kurkuma, Mungbohnen (green gram) u. a. m. angebaut. An Gewerbebetrieben gibt es hauptsächlich solche der verarbeitenden Industrie, wie Zuckerfabriken.